# Amytornis woodwardi
El maluro gorjiblanco (Amytornis woodwardi) es una especie de ave paseriforme de la familia Maluridae endémica de  Australia.

## Distribución y hábitat
Se encuentra únicamente en el norte del Territorio del Norte. Su hábitat natural son los herbazales tropicales y las zonas rocosas. Está amenazado por la pérdida de hábitat.